# Jeroen Van Herzeele
Jeroen Van Herzeele (* 13. September 1965 in Zottegem) ist ein belgischer Jazz-Saxophonist (Tenor-, Sopransaxophon), -Flötist und -Komponist.

## Leben und Wirken
Van Herzeele studierte im Antwerpener Jazz Studio bei Dave Pike, Peter Hertmans und John Ruocco und besuchte Workshops von Joe Lovano, Dave Liebman, Steve Grossman und Bill Pierce.
Ab 1997 spielte Van Herzeele in der Avantgarde-Jazzband Mâäk’s Spirit von Laurent Blondiau. Weiter spielte er unter anderem in der Band Octurn des Saxophonisten und Klarinettisten Bo Van der Werf (die stets mit mindestens drei Saxophonisten spielt), mit denen er 1994 auf dem North Sea Jazz Festival und 1997 in der Knitting Factory und auf dem Montreal Jazz Festival auftrat. Er unterrichtet Saxophon und Ensemble-Spiel am Königlichen Konservatorium in Brüssel. Er leitete auch eine eigene Acid-Jazz-Band Greetings from Mercury, spielt mit eigenem Trio (Debütalbum At the Crossroads, Carbon 7, 1995) sowie im Quintett und Quartett von Ben Sluijs. Gemeinsam mit dem Schlagzeuger Stéphane Galland veröffentlichte er 2025 das Album Songshan.
Van Herzeele nahm unter anderem mit Toots Thielemans, Philip Catherine, David Linx und Nathalie Loriers auf.
1999 erhielt er den Django d’Or (Belgien).